# Fahrenheit (groupe)
Pour les articles homonymes, voir Fahrenheit (homonymie).
Fahrenheit (chinois traditionnel : 飛輪海 ; pinyin : Fēi Lún Hǎi) est un boys band pop chinois, originaire de Taïwan. En l’espace de deux ans, le groupe a atteint la popularité dans l’Asie du Sud-Est. Lancé par le label HIM, ce groupe se compose de quatre membres : Aaron Yan, Wu Chun, Calvin Chen, et Jiro Wang. Fahrenheit est souvent associé à leurs aînés taïwanais, le groupe féminin S.H.E. et le boys band masculin F4 (ou JVKV). Pendant son existence, le groupe est distribué par HIM International Music à Taïwan, par WOW Music à Hong Kong et par Pony Canyon au Japon. 

## Biographie

### Débuts et percée
Dérivé de la définition de Fahrenheit, chacun des quatre membres représente une saison où la température correspond à leurs différentes personnalités. Calvin Chen représente le printemps, (la chaleur); Jiro Wang représente l'été, (le chaud); Wu Zun représente l'automne, (le redoux); et enfin, Aaron Yan représente l'hiver, (le froid). Chacun des quatre membres a aussi sa température respective représenté sur l'échelle Fahrenheit : Calvin Chen est à 77 degrés, Jiro Wang est à 95 degrés, Wu Zun est à 59 degrés, et Aaron Yan est à 41 degrés. Chacun de leurs températures sont séparés par 18 degrés. Leur compagnie a choisi ce nom car chacun des quatre membres sont différents, leurs personnalités sont différentes ainsi que leurs goûts et plaisirs.[réf. nécessaire]
Leur premier album, l'éponyme Fahrenheit, voit le jour le 16 septembre 2006, et le succès devient immédiat, particulièrement auprès du jeune public féminin : ils sont connus à Taïwan ainsi qu'à Hong Kong, au Japon, en Chine, et Malaisie. Avant la sortie de cet album, les membres gagne un peu l'attention en contribuant à des dramas taïwanais, en particulier KO One (2005), où trois des membres étaient acteurs. Le quatrième membre, Wu Zun, rejoint le groupe en décembre.
À peine leur premier album est annoncé le 30 août 2006, il dépasse les 10 000 exemplaires vendus en prévente. Après sa sortie, l'album entre deuxième dans les charts G-music. L'album de Fahrenheit se vendra à plus de 80 000 exemplaires à Taïwan en un mois. Il finit par atteindre la 11e place du top 20 en 2006 et reste dans les classements pendant 17 semaines. Leur premier single, ou zhuda (chinois : 主打 ; pinyin : zhǔ dǎ), I Have My Youth (我有我的 Young, Wo You Wo De Young) atteint la 16e place de la liste Hong Kong's Global Rhythm. Le duo avec Hebe Tian du girl group S.H.E remporte aussi le succès et des prix.

### Popularité et succès
Avec l'aide des dramas et des multiples classements,, Fahrenheit le groupe devient l'ultime boys bands de l'année à Taïwan. En un an, ils font la couverture de 30 différents magazines en Asie. Ils apparaissent notamment dans les magazines Play et Color. Après leurs prédécesseurs F4, ils deviennent le second boys band taïwanais à faire un concert en Indonésie avec seulement un album en stock. Ils tiendront déjà deux mini-concerts : un à Medan, dans le nord de Sumatra, en Indonésie le 31 mars, et l'autre à Tsim Sha Tsui, Hong Kong, le 19 avril.
Le 4 janvier 2008, Fahrenheit sort son deuxième album de ballades, intitulé Two-Sided Fahrenheit. Le 2 janvier 2009, Fahrenheit sort son troisième album de ballades intitulé Love You More and More. HIM annonce, le 22 juin 2011, le départ de Wu Chun, et que le groupe continuera en trio. Le groupe cesse ses activités en 2012.

## Membres
- Calvin Chen Yi Ru (辰亦儒) : Il représente le printemps car il est toujours souriant et parle beaucoup. Il réchauffe et ensoleille la vie. Il est né le 10 novembre 1980 à Taïwan, c'est le deuxième plus âgé du groupe. Il mesure 1,84 m et pèse 60 kg. Il a étudié au Canada, à Vancouver pendant 7 ans puis, a gagné le titre de Sunshine Boyz et un ticket pour retourner à Taïwan. Son signe astrologique est Scorpion et son groupe sanguin est A. Une de ses passions est de faire du beat-box.

- Jiro Wang Dong Chen (汪东城) : Il représente l'été car il est rayonnant, il donne chaud. Il est né le 24 août 1981 à Taïwan. Il mesure 1,80 m. Parce qu'il vient d'une famille pauvre, il a gradué à un collège en art et est devenu chanteur pour rembourser ses dettes. BMG label a signé un contrat avec lui car il chantait bien et il était beau. Mais à cause des attentats du 11 septembre ils ont laissé tomber.  Il est le Rocker du groupe.

- Wu Chun (Wu Zun) (吳尊) : Il représente l'automne. Son vrai nom est Goh Kiat Chun (吳吉尊). Né le 10 octobre 1980 (dont il vient cette année 2010 de fêter ses 30 ans).  Il est le seul membre à ne pas être taïwanais. Né à Brunei, il y travaille comme professeur de sport dans le club de gym de sa famille et joue également dans l'équipe nationale de basketball. Alors qu'il est en voyage à Taïwan pour poser pour la marque Yi Lin, il est approché par un producteur de télévision qui lui propose le premier rôle dans Tokyo Juliet aux côtés d'Ariel Lin. Ne parlant pas encore très bien mandarin, il est aidé d'une doublure dans ce drama. Peu après, il rejoint le groupe Fahrenheit dont il est l'ultime membre.

- Arron Yan Ya Lun (炎亞綸) : Il représente l'hiver froid. Son vrai nom est Wu Genglin (吳庚霖). Né le 20 novembre 1986 à Taïwan, Arron, le plus jeune de la bande, s'est fait remarquer en 2005 grâce à sa grande popularité sur le net dû à son blog. Jeune, il est allé vivre aux USA, mais revient à Taïwan pour le collège. Il peut parler et comprendre l'anglais, le mandarin, le hokkien et un peu de japonais et cantonais.

## Publications
- 2007 : Fahrenheit Photo Notebook (酷愛飛輪海 / 寫真手札)
- 2007 : Fahrenheit: First Photo Album (飛輪海寫真集: 海角一樂園)
- 2007 : Fahrenheit First (飛輪海寫真集) - seulement au Japon
- 2009 : The Beginning, Fahrenheit (飛輪海:原点)

## Discographie

### Albums studio
- 2006 : Fahrenheit (飛輪海 首張同名專輯)
- 2008 : Two-Sided Fahrenheit
- 2009 : Love You More and More
- 2010 : Super Hot

### Bandes originales
- 2005 : KO One
- 2006 : Tokyo Juliet, Hanakimi
- 2007 : The X-Family
- 2008 : Romantic Princess (duo avec S.H.E.), Rolling Love
- 2009 : The Clue Collectors, MoMo Love, ToGetHer
- 2010 : Love Buffet
- 2013 : Just You

## Récompenses
- Meilleur nouveau groupe - Chinese Music Awards (2007)
- Meilleure bande originale de l'année (Hua Yang Shao Nian Shao Nu) - KKBOX Music Awards (2007)
- Meilleure chanson avec 超喜歡你 / Chao Xi Huan Ni / I Really, Really Like You - TVB8 Awards (2007)